# Мокни
Мокни (англ. Mockney, to mock «высмеивать», «издеваться» + cockney «кокни») — искусственный акцент и манера речи, нацеленная на имитацию английского диалекта кокни, присущего представителям лондонского рабочего класса. Мокни также называют человека, говорящего с данным акцентом. Типичный мокни — представитель высшего среднего класса.
Люди, говорящие на мокни, обычно следуют правилам стандартной английской грамматики, тогда как носители кокни часто пренебрегают ими и используют непринятые формы, например, двойное отрицание.

## Особенности
Согласно Оксфордскому словарю английского языка, слово «мокни» было в первый раз использовано в печати в 1967 году.
Мокни — искусственный акцент. В основном акцент используется актёрами при игре в театре или кино, энтузиастами для развлечения или преступниками, чтобы показаться «круче» или продемонстрировать свой уличный авторитет. Обычные люди используют мокни, чтобы произвести на собеседника ложное впечатление: убедить, что они родились в небогатой семье и добились всего сами, с помощью своих врождённых талантов или способностей, а не связей, образования или других средств, характерных для привилегированного слоя общества. Мика Джаггера часто считают первым из современных знаменитостей, кто преувеличивал собственный местный акцент, чтобы стать популярнее.
Одна из социолингвистических причин усвоения людьми новых диалектов — их престижность. Людям более свойственно перенимать речевые особенности (включая акцент, словарный запас, диалект или даже язык), которые они считают «престижными».
Приспособление в общении (вверх или вниз по идиолекту) проявляется во многих случаях социального взаимодействия людей. Говоря знакомым обоим тоном или со знакомой интонацией, люди обычно располагают друг друга к непринуждённой беседе. Говоря же более вежливо и официально, один из собеседников как бы возвышает себя над другим, и данный подход может быть использован при обвинении кого-либо. Например, в речи обвинителя в суде применяется более формальный стиль речи и особый юридический лексикон. Мокни же предназначен для, напротив, понижения социально-экономического статуса говорящего перед остальными.

### Известные носители
Мокни владеют многие знаменитости. К ним относятся:
- Майк Скиннер[4]
- Деймон Албарн (Blur, Gorillaz)[5]
- Тим Лавджой[6]
- Лили Аллен[7]
- Найджел Кеннеди[8]
- Кейт Нэш[9]
- Гай Ричи[10]
- Джейми Оливер[11]
- Джонни Вон[12]
- Джордж Осборн

## Источник
- Wot’s He Sayin’? British pop reclaims its accent.